# Miss Sad UK
Miss Sad UK, musikgrupp från Stockholm. Miss Sad UK upphörde som band sommaren 2006 och samma år bildades istället gruppen Film On Four.